# CIPA (organizzazione)
Il CIPA, acronimo di Comité International de Photogrammétrie Architecturale, (in italiano Comitato Internazionale di Fotogrammetria Architettonica), è un'organizzazione fondata nel 1968.

## Storia
Nel luglio 1968, l'ICOMOS (International Council on Monuments and Sites) ha organizzato a Saint-Mandé, in Francia, una conferenza sulle applicazioni della fotogrammetria all'architettura. In questo incontro è stato espresso l'auspicio di un Comitato specializzato, organizzato in collaborazione con l'ISP (International Society for Photogrammetry).
Alcuni giorni dopo, l'ISP (V Commissione), riunita in congresso in Svizzera a Losanna, ha approvato la richiesta dell'ICOMOS e deciso di creare il Comitato.
Le due organizzazioni internazionali, di comune accordo, hanno dunque costituito il Comité International de Photogrammétrie Architecturale (C.I.P.A), composto da quattro membri in rappresentanza dell'ICOMOS: il Prof. Dr. C. Erfer (Turchia), il Dr. Ing. H. Foramitti (Austria), R. W. Mc Dowall (Regno Unito), M. L. A. Petrov (Unione Sovietica); e da quattro membri in rappresentanza dell'ISP:
l'Ing. M. Carbonnell (Francia), il presidente del Comitato Ing. M. Jrinec (Cecoslovacchia), il Prof. Dr. Loschner (Germania), il Prof. Gen. G. Schmiedt (Italia).
Il CIPA ha tenuto la sua prima riunione a Parigi, nei giorni 18 e 19 luglio 1970 e ha deciso di svolgere la propria attività nel modo seguente:
1 - Raccolta e diffusione di tutte le informazioni relative alla fotogrammetria applicata all'architettura e riguardante i lavori svolti, i metodi, gli equipaggiamenti, le bibliografie. Queste informazioni saranno pubblicate annualmente in un documento. Sarà redatto un elenco delle Università e degli Istituti statali attrezzati per l'esecuzione di rilievi fotogrammetrici dei monumenti e dei centri storici.
2 - Patrocinio degli studi tecnici che possano far progredire fotogrammetria architettonica, per i quali il Comitato auspica una larga collaborazione internazionale. Per la prima fase di studio, è stato scelto il seguente indirizzo:
- Applicazione della fotogrammetria per la conservazione dei monumenti danneggiati dagli agenti naturali d'erosione, d'alterazione e di distruzione:
  - studio complessivo della trasformazione delle strutture di questi monumenti, con particolare attenzione ai monumenti situati a contatto del mare o di fiumi;
  - studio approfondito delle condizioni superficiali dei materiali nel sito, in ogni parte del monumento."

4 - Pubblicazioni:
- documento annuale d'informazione generale;
- rapporto sugli studi tecnici;
- opuscoli a larga diffusione, per far conoscere l'interesse e le possibilità offerte dalla fotogrammetria per i rilievi in architettura ed archeologia;

5 - Partecipazione, secondo modalità da definirsi, alle attività del Centro di Documentazione dell'ICOMOS, che deve funzionare prossimamente a Parigi con il sostegno dell'UNESCO.
6 - Contributo all'insegnamento della fotogrammetria architettonica, per il quale il Comitato si prodigherà:
- di redigere un elenco delle istituzioni che forniscono un tale insegnamento e siano in grado di accogliere studenti o stagisti, o che possano distaccare dei conferenzieri o degli istruttori;
- individuare gruppi di persone interessate a questo insegnamento;
- raccogliere ogni informazione sui materiali audiovisivi riguardanti la fotogrammetria architettonica.

Per svolgere questa attività, il CIPA intratterrà relazione continue con i comitati nazionali dell'ICOMOS, con le società nazionali di fotogrammetria e le organizzazioni internazionali interessate.
Si è deciso, inoltre, di costituire una rete di "membri corrispondenti", in numero sufficientemente grande, che potranno essere Istituti, Servizi, Fabbricanti di apparecchiature fotogrammetriche o persone (architetti, conservatori, archeologi, fotogrammetri ecc.).

## Archivio fotogrammetrico
L'impiego della fotogrammetria per la documentazione del patrimonio architettonico, ufficializzato con la creazione del C.I.P.A. (Comité International de Photogrammétrie Architecturale), prevedeva la costituzione di un archivio internazionale di fotogrammi stereometrici dei monumenti ed ambienti urbani storici. 
Pur essendo ritenuto di fondamentale importanza per la tutela del patrimonio architettonico, l'archivio non ha avuto fortuna per motivi pratici, infatti:
- i laboratori esistenti non erano disposti a cedere i propri archivi fotogrammetrici;
- i fotogrammi, essendo analogici, richiedevano restitutori dedicati. Quindi già sul piano teorico il progetto era irrealizzabile perché il Centro di documentazione avrebbe dovuto dotarsi di tutti i tipi di restitutori esistenti, il cui costo era più che elevato.

Con l'arrivo, anche in fotogrammetria, dell'immagine digitale, è stato possibile non solo trasferire i fotogrammi dal supporto analogico a quello digitale, ma mettere gli archivi in rete e consentire a tutti, senza muoversi da casa, la restituzione fotogrammetrica.
Un esempio di archivio on-line è la Carta dei beni culturali della Puglia del laboratorio di fotogrammetria architettonica del Politecnico di Bari, dove è possibile trovare i rilievi di numerosi monumenti della Basilicata, danneggiati dal terremoto del 1980. Tali rilievi furono effettuati dall'Unità Fotogrammetrica dei Vigili Urbani di Bari, su indicazione della Soprintendenza ai monumenti e sotto la direzione del responsabile del laboratorio.